# Agrochola oropotamica
Agrochola oropotamica là một loài bướm đêm trong họ Noctuidae.